# Martin Stricker
Martin Stricker (19 novembre 1991) è un ex sciatore alpino svizzero.

## Biografia
Attivo in gare FIS dal novembre del 2007, Stricker esordì in Coppa Europa il 19 gennaio 2011 a Zuoz in slalom speciale (27º); in Coppa del Mondo partecipò a due gare, gli slalom giganti disputati a Kranjska Gora il 4 e il 5 marzo 2016, senza concluderle. Il 15 dicembre 2014 ottenne a San Vigilio in slalom parallelo il suo miglior piazzamento in Coppa Europa (5º) e si ritirò durante la stagione 2016-2017; la sua ultima gara fu lo slalom speciale della XXVIII Universiade invernale, disputato il 7 febbraio ad Almaty e chiuso da Stricker al 14º posto. In carriera non prese parte a rassegne olimpiche o iridate.

## Palmarès

### Coppa Europa
- Miglior piazzamento in classifica generale: 109º nel 2016

### Campionati svizzeri
- 1 medaglia:
  - 1 bronzo (slalom speciale nel 2011)